# 頓呼法

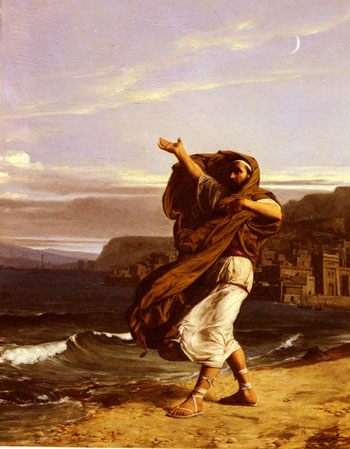
《德摩斯梯尼練習演說》（Démosthène s'exerçant à la parole），由尚-儒勒-安托萬·勒孔特·杜·努伊繪於1870年。

頓呼法是一種語法與修辭技巧，用來在句子或文本中呼喚某位特定對象。頓呼法可從兩個層面來理解：修辭層面與語法層面。作為語法功能，頓呼法用於指稱被呼喚對象（無論是人或擬人化事物）的詞語上。例如伏爾泰在詠里斯本災難中寫道：「噢，可憐的凡人們！噢，悲慘的大地啊！」這裡的「可憐的凡人們」與「悲慘的大地」就是典型的頓呼語，兩者皆以感嘆詞「噢」強化呼喚語氣。在屈折語（如拉丁語）中，這種語法功能常以古典呼格形式出現。從修辭學角度看，頓呼法是一種修辭格，與直呼類似，其特色是在敘述或講話中突然中斷，轉而呼喚一個可能不在場或虛構的對象。它與離題插話或補述句相近，是一種重要的文體技巧，會使敘述者的主觀性更為凸顯。

## 語言學定義
從語言學角度看，頓呼法是一種敘述方式，它允許說話者在語篇中呼喚某個具備生命或被擬人化的對象，以引起其注意。其語法特徵為頓呼名詞前通常不加限定詞。根據語言學家羅曼·雅各布森的分類，頓呼法屬於語言交際功能之一的「通道功能」，用來確認語者與聽者之間的溝通仍然持續存在。
頓呼法常見於以名詞或名詞片語構成的語句（例如雨果所寫：「朋友們，請勿挖掘你們珍愛的夢想」），也可由代名詞與代名詞片語組成（如夏尔·波德莱尔所寫：「噢，撒旦，憐憫我長久的痛苦吧！」）。這是一種語法上「位移」的結構，在口語中有其獨特語調，並且屬於敘述系統的一部分。例如：
- 例：呂克，馬上過來！
- 例：謹致以誠摯問候，先生。[2]

在書寫中，頓呼法的使用通常會透過逗號來明確標示：當頓呼詞位於句首時，後方須加逗號；當其置於句中，則需以兩個逗號隔開；若出現在句末，則應由前方的逗號引出。逗號同時也提示在口語表達中，頓呼所伴隨的語調與語氣變化。
從語法角度來看，頓呼法並不真正被視為一種具備句法功能的成分，因此在分類上通常歸入感嘆句的範疇。頓呼法在形式上與其他呼喚語氣（如咒語、祈禱、詛咒）相似，其差異主要體現在長度上。例如，盧梭在《愛彌兒》第四卷中反覆出現的句式「良知啊！」，便更像是一種咒語而非簡單的頓呼。因此在語法上，喬治·莫利涅（George Molinié）與蜜雪兒·阿奎安（Michèle Aquien）將頓呼歸類為「直呼修辭格的一種細分類型」。
頓呼是獨立於句子結構之外的，主要用來直接呼喚對象，而同位語則用來描述或說明前面的詞語，無論該詞在句中扮演何種角色。
- 例：袋鼠，澳洲哺乳動物，屬於有袋類[b]。
- 例：袋鼠，親愛的辯論者，屬於有袋類。
- 例：魚兒，我美麗的朋友，你扮演的是說教者／你將進入油鍋中[c]。

在第一句中，說話者並未向「澳洲哺乳動物」說話，該片語僅為補充說明「袋鼠」的同位語；而在第二句中，「親愛的辯論者」即是說話者直接呼喚的對象，屬於頓呼；至於第三句，漁夫直接對魚說話（即頓呼「魚兒」），並附加同位語「我美麗的朋友」。

## 修辭學定義

### 修辭格
在修辭學中，頓呼法又稱為「呼喚法」，是一種修辭格，使說話者能在言談或敘述中突然中斷，轉而向某個真實或虛構的對象發言。貝爾納·迪普里耶將其視為「呼語」的同義詞。然而，將頓呼歸入哪一類修辭格，一直以來都存在爭議。修辭學者安東萬·富凱蘭認為它是「一種中斷式的警句修辭格」；語法學家塞薩爾·杜馬爾塞將其歸為「思想的修辭格」；弗朗索瓦·德·科薩德（François De Caussade）稱其為「激情的修辭格」；保羅-路易·庫里耶甚至稱之為「雄辯的彈雨」。頓呼法讓說話者在演講或文稿的關鍵時刻強烈介入與溝通對象之間的情感聯繫，並同時展現自己的立場與情緒。在法語中，它多以拉丁語呼格形式出現，並常由如等感嘆詞引導（不同於表示呼喚的），也可用、等形式開場。頓呼也可搭配專有名詞（如：「走進來吧，尚·穆蘭」）、尊稱（如「主教閣下」、「吾王」）或神祇名號（如「我的上帝」、「主啊」）來使用。
頓呼句通常以驚嘆號或問號結尾，而這些語氣標點的濫用，往往也會讓頓呼帶有誇飾法的風格，如以下詩句所示：
| “                  | 噢，士兵們——法蘭西共和二年！噢，戰爭們！史詩們！ | ” |
| ——雨果，《懲罰集》 |                                                  |   |

頓呼也可透過語句位移實現，並以逗號標示，如下列詩句：
| “                                       | 美麗的皇后，您為何要生氣？ 我難道請您捨棄帝國？ 還是要您愛我？ | ” |
| ——尚·拉辛，《貝雷妮絲》，第一幕，第二場 |                                                                |   |

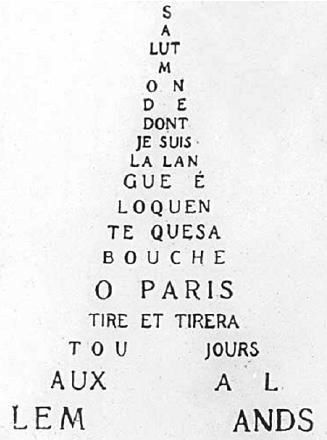
紀堯姆·阿波里奈爾的圖象詩，詩形似艾菲爾鐵塔，其中包含中央頓呼「Ô Paris」。

頓呼總是在溝通情境中產生，因此語句中常可見說話者與聽者的存在痕跡。這種定義源自古典修辭學。早在1699年，語法學家貝爾納·拉米便指出：「當一個人情緒極為激動時，他會轉向各方說話；他會對蒼天、大地、岩石、森林，甚至無生命或有生命的萬物傾訴」。頓呼詞有時也具寓言象徵（擬人法）的意涵，例如以下詩句中，「法國」被具象為值得愛戀與哀悼的親人：
| “                                        | 只要他還在那裡，不論我們投降或堅持， 噢，法國！親愛的法國，永遠令人落淚， 我將無法再見你那柔和哀愁的土地， 那是我們祖先的墳墓，也是我摯愛的搖籃！ | ” |
| ——雨果，最後的話（），《懲罰集》，第七卷 | |   |

然而，頓呼法也可以用來呼喚真實存在的對象，例如在對話或講道中都常見其運用，特別是在訴諸情感的詩歌中，頓呼有助於強化說話者的品格形象或情感訴求，例如以下詩句：
| “                                | 我的孩子，我的姊妹， 請想像那溫柔（……） | ” |
| ——波特萊爾，邀遊（），《惡之華》 |                                         |   |

根據皮耶·拉托馬斯的說法，在對話中使用頓呼是如此自然，以至於通常不被視為修辭格，因為它本身就是語言互動的基本條件。而在抒情詩中，頓呼則往往出現在「詩的開端」，例如人與海的首句，整首詩即圍繞三個頓呼展開：呼喚人類、呼喚大海，及同時呼喚兩者，甚至有濫用之虞：
| “                                  | 自由的人啊，你將永遠熱愛大海！ | ” |
| ——波特萊爾，人與海（），《惡之華》 |                                |   |

此外，頓呼也常以直接且強烈的方式向讀者或聽眾發出呼喚，即便對象是缺席或虛構的：
| “                          | 讓我們反省自己，噢，我年輕的朋友！撇開私利，審視我們的傾向將引領我們走向何方。 | ” |
| ——盧梭，《愛彌兒》，第四卷 |                                                                                |   |

這種呼喚段落在文學中被稱為「直呼」（adresse），是作者向讀者直接發聲的部分。因此，頓呼也常常與另一修辭格——補述句結合使用，例如在《惡之華》開篇詩致讀者中：
| “                                  | 你早已認識他，讀者，這溫柔的怪物， 虛偽的讀者，我心靈的同伴，我的兄弟！ | ” |
| ——波特萊爾，致讀者（），《惡之華》 |                                                                         |   |

因此，頓呼打破了文本的敘事結構連貫性，在其中插入作者對讀者的直接發言。此技巧在如史詩等敘事文本中尤為常見。波特萊爾反覆使用頓呼法，在整部詩集中構建起詩人與讀者之間的對話，建立起一種親密感。頓呼的對象也可以是虛構的，例如上帝或抽象概念：如《懺悔錄》中出現的：「永恆的存在啊，請召集我無數的同胞！」；又如《致命主義者雅克與他的主人》中，丹尼·狄德羅寫道：「你瞧，讀者，我這已經講得夠久了，只要我願意，我能讓你等上一年、兩年、三年才揭示雅克的愛情故事。」這些用法使頓呼成為創造複音性語境的手段之一。若未以驚嘆號引導，有時頓呼與同位語難以區分，例如在皮耶·高乃依的劇作《熙德》中，有如下詩句：
| “                                           | 我幸福的最大阻礙，尊貴的敵人， 利劍，讓我受苦的元凶， 你是為了替我復仇而賜予我？ 還是為了奪走我的希梅娜？ | ” |
| ——皮耶·高乃依，《熙德》（Le Cid），第一幕，第六場 | |   |

與法語類似，在英語中，常用感嘆詞引入頓呼，例如莎士比亞《羅密歐與茱麗葉》第二幕第二場中的詩句：「噢，羅密歐，羅密歐！你為何是羅密歐？」在英語抒情詩中，語句的位移也被廣泛用以構成頓呼句式，例如約翰·多恩太陽升起中寫道：「忙碌又愚蠢的老傢伙，放肆的太陽啊……」德語中也有類似用法，如貝托爾特·布萊希特的詩句：「昔日青草之地，現在坐著的卻是你，油槽啊！」西班牙語中亦然，如胡安·德·梅納命運的迷宮中出現的：「噢，高尚，而壯麗的戰爭啊！」

### 文體效果

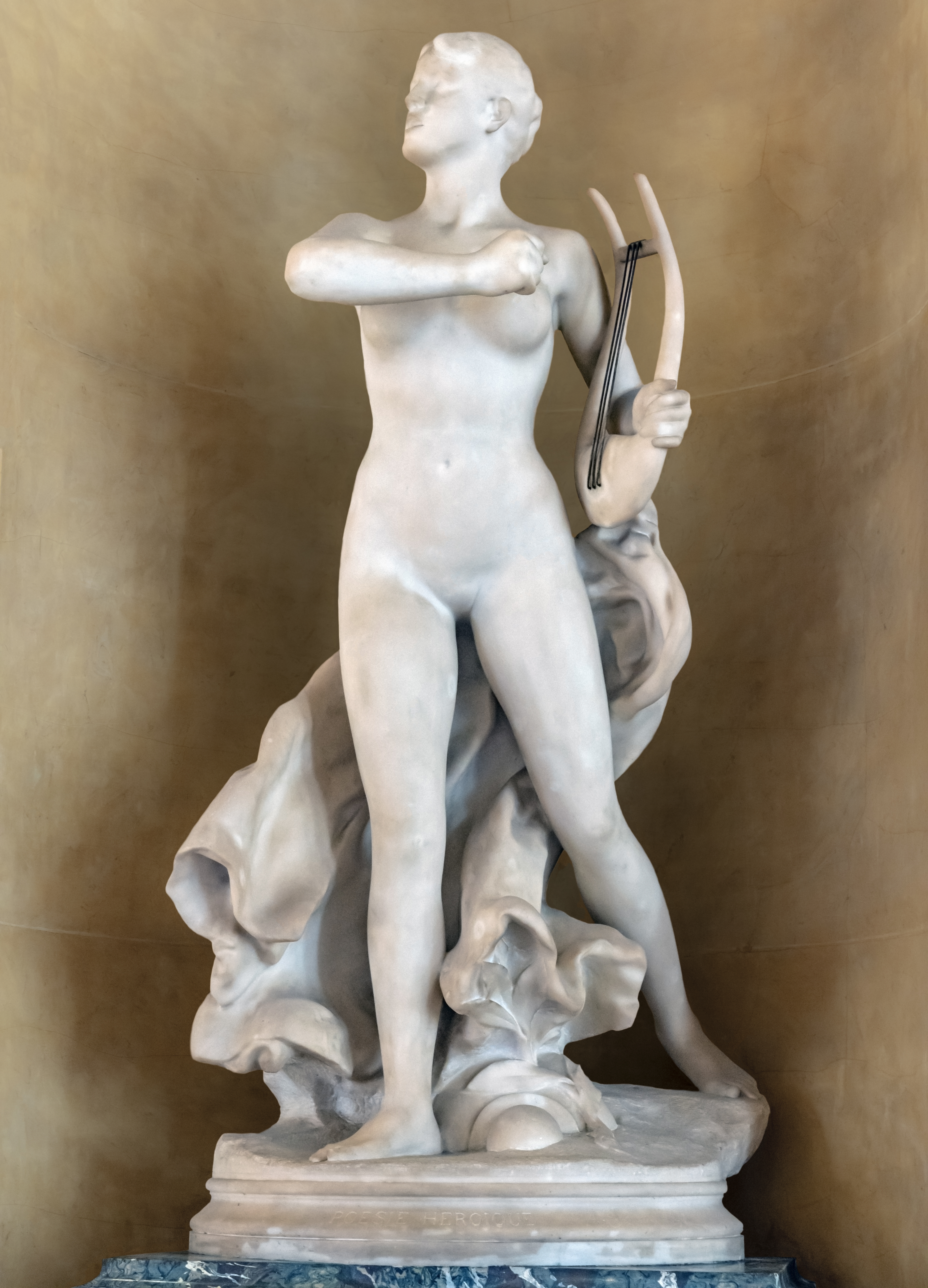
《英雄詩》，於1893年由亞歷山大·法爾吉耶雕刻。

頓呼法的效果多樣，取決於說話者的表達意圖。根據《言談修辭格》（Les Figures du discours）一書作者皮耶·豐塔尼耶的說法：「頓呼是一種言語的突然轉向，使說話者由一個對象轉向另一個對象，不論該對象是自然的還是超自然的、缺席的還是在場的、生者或死者、有生命或無生命的、真實或抽象的，甚至是自己」。豐塔尼耶接著舉出幾個例子，例如在伏爾泰的《凱撒之死》第三幕中，馬克·安東尼向羅馬人頌揚凱撒，或在《巴雅塞》第四幕中，羅克珊娜自責的場景。對豐塔尼耶而言，頓呼是一種「強烈或深切情感的表達，是一顆激動靈魂的自然流露」。
頓呼往往帶有抒情色彩，藉以傾訴內心壓抑的情感。這種修辭格也常被用於咒語，回歸其古典用途——即古代宗教語境中對神祇的祈禱：
| “                     | 噢，亡夫的灰燼！噢，特洛伊人們！噢，父親啊！ | ” |
| ——尚·拉辛，安德洛瑪克 |                                              |   |

它也常用於表達祈禱與詛咒，特別是透過首語重複的技巧來加強祈求語氣。洛特雷阿蒙在其著作《馬爾多羅之歌》中便多次重複「古老的海洋……」以此呼喚波塞頓這位海神：「古老的海洋，啊，偉大的單身漢（……）。我向你致敬，古老的海洋！」頓呼法還能營造出與被呼喚對象之間的親密感。阿爾封斯·德·拉馬丁在其《沉思集》中便運用此效果：
| “                                    | 噢，湖水！沉默的岩石們！洞窟！幽暗的森林！ 你們，不被歲月侵蝕，或能被時光年輕化， 請保留這一夜，請保留，美麗的大自然啊， 至少保留其記憶！ | ” |
| ——阿爾封斯·德·拉馬丁，湖，《沉思集》 | |   |

因此，頓呼被浪漫主義詩人廣泛採用，以表達他們與自然萬物的共鳴。頓呼也成為傳達意象或明確隱喻的首選方式，例如以下詩句中，詩人將艾菲爾鐵塔比喻為一位牧羊女：
| “                               | 牧羊女，噢艾菲爾鐵塔，橋樑的羊群今晨咩叫著。 | ” |
| ——紀堯姆·阿波里奈爾，《酒精集》 |                                              |   |

在敘事詩中，頓呼常用來增添語勢，其效果類似於擴張法；在戲劇中則更為常見，尤其出現在獨白中，也常見於對話之間。皮耶·拉托馬斯以《波利耶克特》為例說明，在戲劇體裁中，頓呼有時是一種修辭格或純粹的文學技巧，可用於強烈（雖略顯做作）地喚起某個概念或人物；有時則是對話行動中不可或缺的推進手段。

## 其他用途
在廣告中，頓呼法被廣泛運用，尤其是在「個人化」的概念中。通常的做法是在訊息中納入收件者的姓名（如顧客或潛在客戶）。例如，在廣告郵件中常見如下語句：「恭喜您，朱爾·馬丁先生！您（或許）贏得了一趟前往安地列斯群島的豪華旅程！」
在法語的口語交流中，「頓呼某人」（apostropher quelqu’un）這一表達通常表示以突如其來且帶有不敬語氣的方式與某人接觸：「他得意洋洋地喊道：『你真臭，喂，大猩猩。』加布里埃爾嘆了口氣。」「向全場說話」（parler à la cantonade）這一表達則指一種對整個想像中的世界發出頓呼的情境，用以為說話者所言作證。
此外，根據不同語境，特別是社會規範的不同，頓呼也可能帶有其他意涵。例如，在軍中，法語這一呼語通常出自上級之口，而則是部屬對上級的稱呼方式。在聊天室或即時通訊平台中，頓呼的功能是讓發言者在公開頻道中直接向特定使用者發言。頓呼的格式通常是對方的暱稱後接逗號或冒號。這是一種書寫上的慣例，多數聊天軟體會針對這類用法提供特別支援，例如加以標示或主動通知被點名的使用者。